# Полный синтез
Полный синтез — в органической химии полный лабораторный синтез сложной молекулы из простых и доступных химических соединений. Традиционными объектами полного синтеза являются вещества со сложной структурой, полученные из природных источников.
Первым примером полного синтеза считается осуществленный в 1828 году Вёлером синтез мочевины.
В разные годы были осуществлены полные синтезы таких природных соединений, как холестерин, резерпин, колхицин, витамин B12, простагландинов и многих других.
Успехи в области полных синтезов неоднократно отмечались Нобелевской премией в области химии. В 1965 году лауреатом премии стал Роберт Вудворд. В 1990 году премией был отмечен Элайас Джеймс Кори.